# Palotanegyed
Palotanegyed ou quartier des Palais est un quartier situé dans le 8e arrondissement de Budapest. 

## Périmètre
Selon l'arrêté du 12 décembre 2012 (94/2012. (XII. 27.), annexe 31) de l'assemblée métropolitaine de Budapest, le périmètre du quartier est le suivant : Múzeum körút-Rákóczi út-partie nord et est de Blaha Lujza tér-József körút-Üllői út.